# Камчатка (Краснодарский край)
Камча́тка — хутор в муниципальном образовании город Новороссийск Краснодарского края.
Входит в состав сельского округа Абрау-Дюрсо.

## География
Хутор находится на расстоянии 2,5 км к востоку от села Абрау-Дюрсо, центра сельского округа, и 9 км км к западу от города Новороссийск, административного центра городского округа.

## Улицы
На хуторе имеется одна улица: Короленко. 

## Население
| 2002 | 2005 | 2010 |
| ---- | ---- | ---- |
| 53   | ↗200 | ↘58  |